# William Brydon

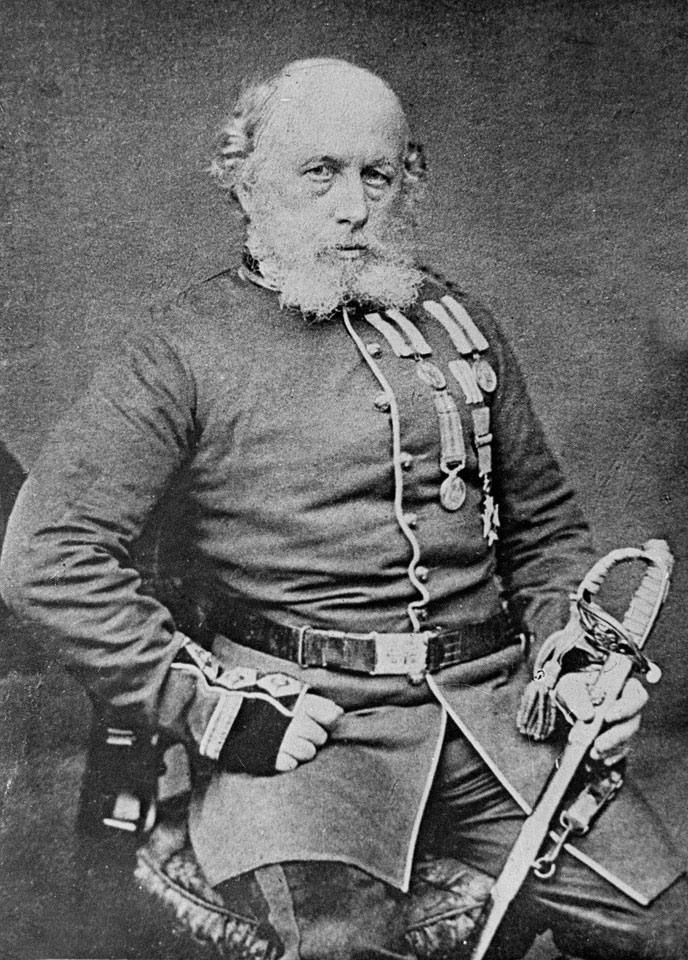
William Brydon

Dr. William Brydon (10 de outubro de 1811–20 de março de 1873) era assistente de cirurgião no exército da Companhia Inglesa das Índias Orientais, famoso por ser o único membro de um exército de 4 500 homens, mais 12 000 civis acompanhantes, para alcançar a segurança em Jalalabad no final da longa retirada de Cabul.

## Biografia
William Brydon é famoso por ter participado e sobrevivido a várias campanhas militares inglesas. Ele também é o único britânico a escapar com vida da Batalha de Gandamak, que ocorreu em Janeiro de 1842 no Afeganistão durante a Primeira Guerra Anglo-Afegã (outros soldados, incluindo o capitão Thomas Souter, sobreviveram, mas foram feitos prisioneiros).
Após a Batalha de Gandamak, perdida pelo exército britânico, Brydon é considerado o único sobrevivente inglês. Ele montou em um cavalo levemente ferido e correu para o leste, em direção à cidade de Jalalabad, ainda sob controle inglês. Totalmente desidratado, Brydon se apresenta às portas da cidade onde é recebido pelo governador inglês. Horrorizados com o relato de Brydon, os ingleses hesitaram por muito tempo antes de atacar novamente o Afeganistão e iniciar a Segunda Guerra Anglo-Afegã, que venceram.